# فوئنکالینته د لا پالما
فوئنکالینته د لا پالما (به اسپانیایی: Fuencaliente) یک شهرستان در اسپانیا با جمعیت ۱٬۹۳۵ نفر است که در جزایر قناری واقع شده‌است.